# Хайнрих фон Шак
Хайнрих фон Шак (на немски: Heinrich von Schack; * ок. 1210; † сл. 1237) е благородник от стария род Шак от Долна Саксония, господар в Гюлцов (1211 – 1237) в Лауенбург (1211 – 1237) в Шлезвиг-Холщайн.
Той е син на Екехард фон Шак († 27 юни 1214), бургман, управител на замък Люнебург (1200 – 1214) в Княжество Люнебург. Внук е на нобилис Скакус де Бардовиц (* ок. 1140; † ок. 1169), господар на Бардовик и Артленбург (1162 – 1169), основател на двата рода „фон Шак“ и „фон Есторф“. Брат е на Екехард фон Шак, господар във Фресторф (1211 – 1251).
Имението Гюлцов е собственост на фамилията Шак няколко века и е продадено през 1654 г. Графовете и господарите фон Шак съществуват до днес в различни клонове.

## Деца
Хайнрих фон Шак има два сина:
- Екехард фон Шак (* ок. 1230), рицар и бургман на Лауенбург (1231 – 1282); има два сина:
  - Хайнрих фон Шак (* ок. 1270), рицар и бургман на Лауенбург (1274 – 1295); има два сина
  - Лудолф фон Шак, кралски служител 1280 г.
- Хайнрих фон Шак (в документи 1236 – 1254)